# Chase Tower (Phoenix)
 La Chase Tower (precedentemente nota come Valley Center e Bank One Center) a Phoenix, è l'edificio più alto dello stato dell'Arizona. Costruito nel 1972, è alto 147 metri.

## Caratteristiche
È stato originariamente costruito per la banca nazionale locale Valley National Bank, che Bank One ha acquisito nel 1993. Bank One si è fusa con Chase nel 2005 e l'edificio è stato ribattezzato col nome attuale nel dicembre 2005. È alto 40 piani, ma il piano più alto occupabile è il 38°. Non c'è più un'area di osservazione pubblica al 39º piano poiché quella vecchia è stata chiusa dopo la riqualificazione e la costruzione dei piani superiori e mai più riaperta.
La torre occupa un intero isolato. La base è simile a un trifoglio e al suo gambo. Lo stelo è lo stretto nucleo dell'ascensore sulla facciata meridionale. L'esterno rimanente è una facciata continua a pannelli di vetro. 

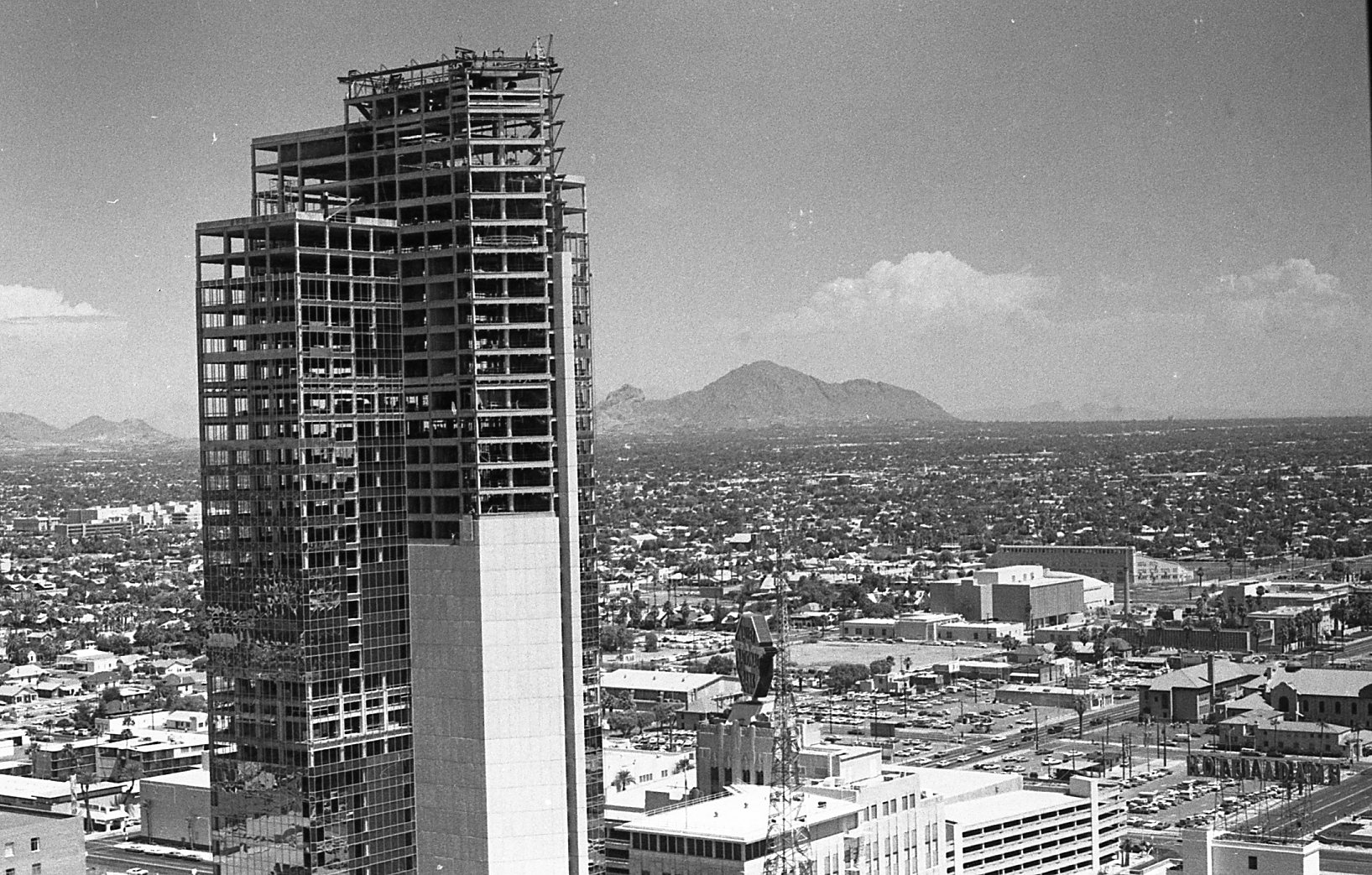
L'edificio in costruzione nel 1972.

L'edificio è stato progettato dall'importante studio di architettura di Los Angeles Welton Becket and Associates (ora Ellerbe Becket), con gli architetti locali associati Guirey, Srnka, Arnold & Sprinkle. Al termine, la torre segnò l'inizio di un rinnovato investimento nel centro di Phoenix che sarebbe durato per quasi vent'anni fino a quando la crisi dei risparmi e dei prestiti non avrebbe provocato incidenti immobiliari nel 1989. Situata al 201 di North Central Avenue, la torre è stata rinnovata nel 2003 per ospitare altri 800 dipendenti di Bank One.
Nel marzo 2007, CRZ Phoenix, LLC, una consociata di Crystal River Capital, ha acquisito la proprietà per $ 166,9 milioni, il prezzo più alto pagato per un edificio per uffici a Phoenix. I proprietari hanno sottoscritto un prestito di $ 198,5 milioni sulla proprietà nel 2007, che successivamente è fallito.
Nel maggio 2018, una partnership gestita da Wentworth Property Company ha acquisito l'edificio per pignoramento per $ 79 milioni, meno della metà del prezzo di vendita del 2007. Meno di sei mesi dopo, Vincent Viola ha acquistato l'edificio per $ 107,5 milioni.

## Nella cultura di massa
L'edificio è stato presente nella serie di History Life After People.